# Chinesische Abelie

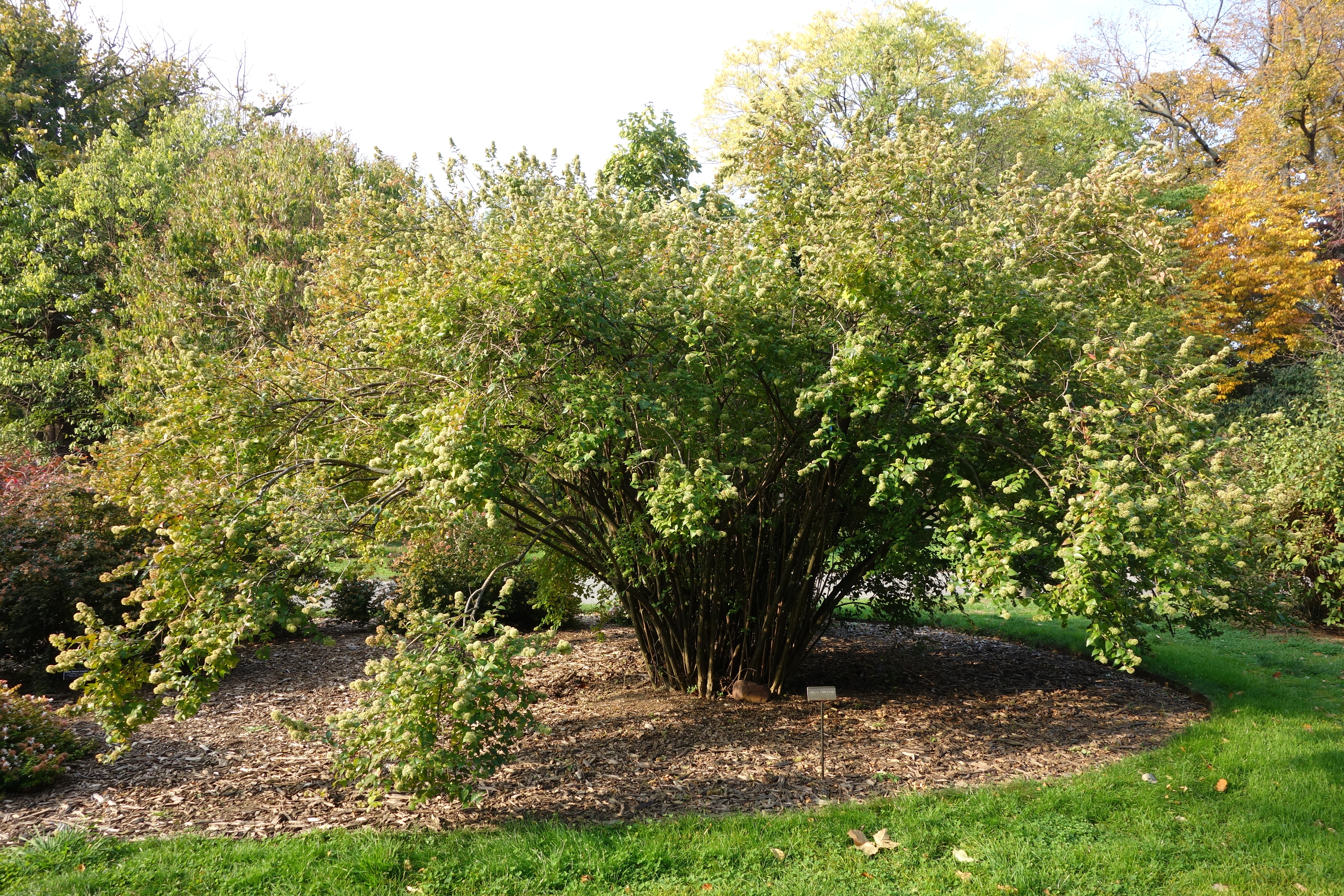
Habitus

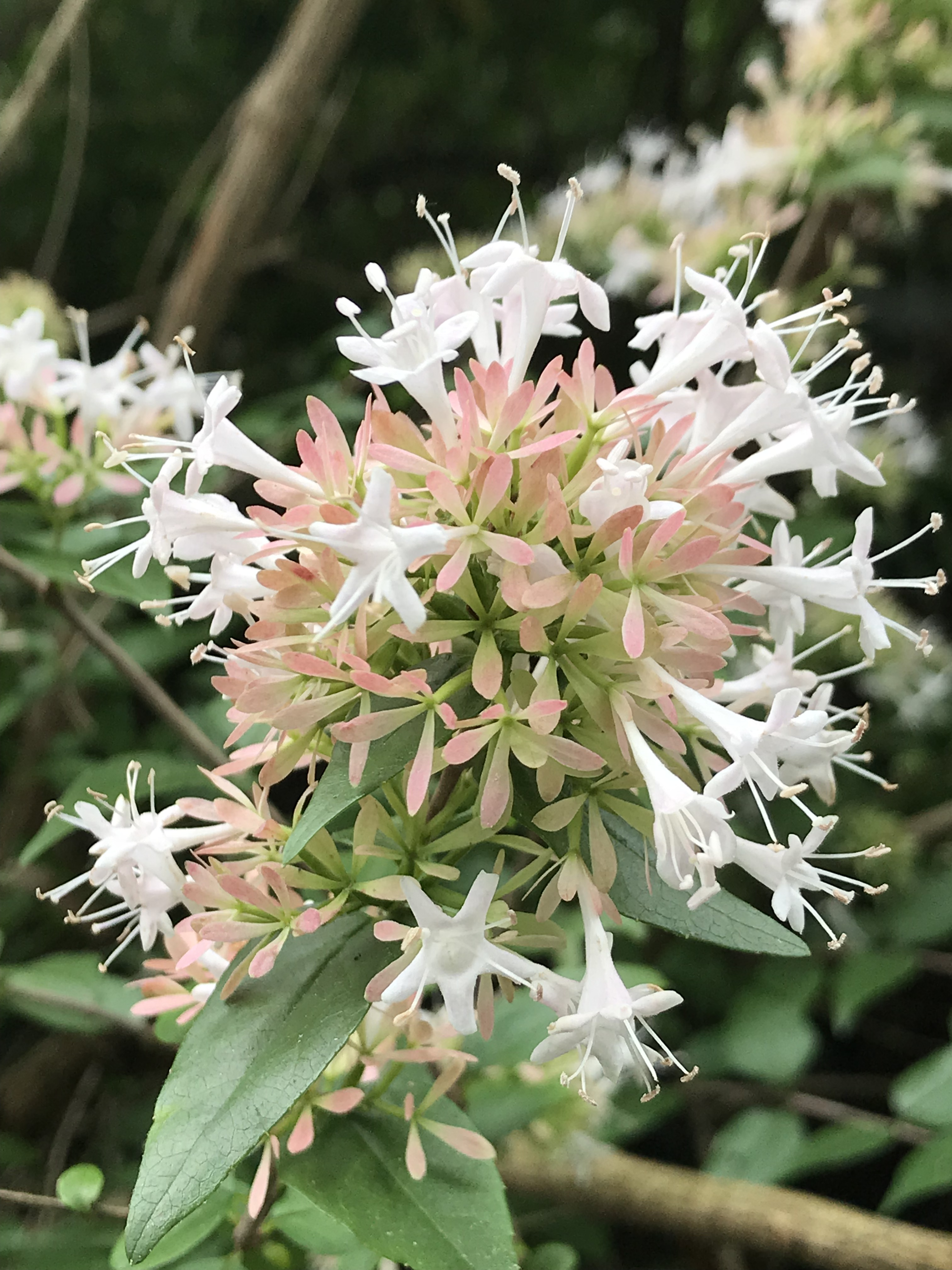
Blüten

Die Chinesische Abelie (Abelia chinensis) ist ein reichblühender und duftender Strauch aus der Familie der Geißblattgewächse (Caprifoliaceae).

## Beschreibung
Die Chinesische Abelie ist ein halbimmergrüner, bis 2 Meter hoher, breitwüchsiger, reich verzweigter Strauch mit fein rötlich behaarten Zweigen.
Die einfachen und kurz gestielten Laubblätter stehen gegenständig, selten in Dreierwirteln. Die eiförmige Blattspreite ist 2 bis 5 Zentimeter lang und 1 bis 3,5 Zentimeter breit, spitz bis zugespitzt, mit leicht herzförmiger oder abgerundeter Basis und fein bis entfernt gesägtem bis fast ganzem Rand. Die Oberseite ist dunkelgrün, fast kahl und die Unterseite ist heller, drüsig und die Adern sind an ihrer Basis flaumig behaart.
Die Blüten stehen paarweise in dichten, achsel- oder endständigen Rispen. Die paarig stehenden, kurz gestielten, zwittrigen Einzelblüten sind duftend und 1,25 Zentimeter lang mit doppelter Blütenhülle. Es sind jeweils 6 Deckblätter (Außenkelch) unter den paarigen Blüten vorhanden, die nicht zeitgleich blühen. Der anfangs grüne Kelch am kleinen, zylindrischen und fein behaarten Blütenbecher wird aus fünf verkehrt-eilanzettlichen, 5 bis 6 Millimeter langen, spreizenden Zipfeln gebildet, die sich bei der Entwicklung der Frucht rot färben. Die schmal trichterförmige, außen fein behaarte Krone ist fünfzipfelig, weiß bis rosa getönt und 10 bis 12 Millimeter lang. Die 4 didynamischen Staubblätter und der kahle Griffel mit kopfiger, scheibiger Narbe sind vorstehend. Der unterständige, dreikammerige Fruchtknoten besitzt nur eine fertile Kammer. Innen an der Kronbasis, in einer kleinen Aussackung, sind dichte Nektarhaare vorhanden.
Die Art blüht von August bis September, die Früchte reifen von Oktober bis November.
Es werden ledrige Achänen mit beständigem, zuerst rötlichem Kelch an der Spitze gebildet.
Die Chromosomenzahl beträgt 2n = 32.

## Verbreitung und Standort
Das natürliche Verbreitungsgebiet der Chinesischen Abelie liegt in China, Taiwan und Japan. Dort wächst sie in Steppen und Trockenwäldern in Höhen von 200 bis 1500 Metern auf trockenen bis frischen, schwach sauren bis stark alkalischen, sandig-lehmigen bis lehmigen, nährstoffreichen Böden an sonnig-heißen Standorten. Die Art ist nässe- und frostempfindlich.

## Systematik
Die Chinesische Abelie (Abelia chinensis) ist eine Art der Gattung Abelien (Abelia) in der Familie der Geißblattgewächse (Caprifoliaceae), Unterfamilie Linnaeoideae. Die Art wurde von Robert Brown 1818 erstbeschrieben. Das Artepitheton chinensis verweist auf die Herkunft aus China.

## Verwendung
Die Chinesische Abelie wird in China häufig aufgrund der dekorativen und duftenden Blüten als Zierpflanze verwendet. Außerhalb China wird sie nur selten kultiviert.